# Esgrima em cadeira de rodas nos Jogos Paralímpicos de Verão de 2012 - Sabre A masculino
As competições de sabre A masculino foram disputadas no dia 6 de setembro no Complexo ExCel, em Londres. Essa classe é disputada por atletas que possuem bom controle de tronco, e que o braço dominante não é afetado pela deficiência.

## Medalhistas
| Ouro   | CHN Chen Yijun    |
| Prata  | CHN Tian Jianquan |
| Bronze | HKG Chan Wing Kin |

## Calendário
Horário local (UTC+1).
| Data                  | Tempo | Fase             |
| --------------------- | ----- | ---------------- |
| 6 de setembro de 2012 | 11:00 | Qualificação     |
| 6 de setembro de 2012 | 13:30 | Oitavas de final |
| 6 de setembro de 2012 | 14:45 | Quartas de final |
| 6 de setembro de 2012 | 16:45 | Semifinais       |
| 6 de setembro de 2012 | 17:30 | Final            |

## Formato de competição
O torneio começou com uma fase de grupos seguida de uma fase eliminatória. Na primeira fase, os 15 esgrimistas são divididos em 3 grupos. Os combates duram no máximo 3 minutos ou até que um atleta atinja 5 pontos. Na fase eliminatória, os combates duram no máximo 9 minutos (divididos em 3 períodos de 3 cada), ou até que um atleta atinja 15 pontos.

## Resultados

### Fase de grupos

#### Grupo 1
| Atleta               | V | D | V/C  | PG | PS |
| -------------------- | - | - | ---- | -- | -- |
| CHN Tian Jianquan    | 4 | 0 | 1.00 | 20 | 8  |
| HKG Cheong Meng Chai | 3 | 1 | 0.75 | 16 | 13 |
| FRA Romain Noble     | 2 | 2 | 0.50 | 16 | 13 |
| GBR Tom Hall Butcher | 1 | 3 | 0.25 | 12 | 16 |
| UKR Vadym Tsedryk    | 0 | 4 | 0.00 | 6  | 20 |

| Atleta               | CHN | FRA | GBR | HKG | UKR |
| -------------------- | --- | --- | --- | --- | --- |
| CHN Tian Jianquan    | —   | 5—3 | 5—2 | 5—1 | 5—2 |
| FRA Romain Noble     | 3—5 | —   | 5—1 | 3—5 | 5—2 |
| GBR Tom Hall Butcher | 2—5 | 1—5 | —   | 4—5 | 5—1 |
| HKG Cheong Meng Chai | 1—5 | 5—3 | 5—4 | —   | 5—1 |
| UKR Vadym Tsedryk    | 2—5 | 2—5 | 1—5 | 1—5 | —   |

#### Grupo 2
| Atleta                | V | D | V/C  | PG | PS |
| --------------------- | - | - | ---- | -- | -- |
| HKG Chan Wing Kin     | 4 | 0 | 1.00 | 20 | 10 |
| CHN Chen Yijun        | 3 | 1 | 0.75 | 18 | 8  |
| RUS Timur Fayzullin   | 2 | 2 | 0.50 | 15 | 13 |
| POL Stefan Makowski   | 1 | 2 | 0.25 | 10 | 17 |
| GRE Georgios Alexakis | 0 | 4 | 0.00 | 5  | 20 |

| Atleta                | CHN | GRE | HKG | POL | RUS |
| --------------------- | --- | --- | --- | --- | --- |
| CHN Chen Yijun        | —   | 5—0 | 3—5 | 5—1 | 5—2 |
| GRE Georgios Alexakis | 0—5 | —   | 2—5 | 2—5 | 1—5 |
| HKG Chan Wing Kin     | 5—3 | 5—2 | —   | 5—2 | 5—3 |
| POL Stefan Makowski   | 1—5 | 5—2 | 2—5 | —   | 2—5 |
| RUS Timur Fayzullin   | 2—5 | 5—1 | 3—5 | 5—2 | —   |

#### Grupo 3
| Atleta                  | V | D | V/C  | PG | PS |
| ----------------------- | - | - | ---- | -- | -- |
| GRE Gerasimos Pylarinos | 4 | 0 | 1.00 | 20 | 8  |
| RUS Sergey Frolov       | 3 | 1 | 0.75 | 19 | 11 |
| POL Radosław Stańczuk   | 2 | 2 | 0.50 | 15 | 15 |
| FRA Moez El Assine      | 1 | 3 | 0.25 | 12 | 16 |
| MAS Abd Rahman Razali   | 1 | 3 | 0.25 | 4  | 20 |

| Atleta                  | GRE | FRA | MAS | POL | RUS |
| ----------------------- | --- | --- | --- | --- | --- |
| GRE Gerasimos Pylarinos | —   | 5—3 | 5—0 | 5—1 | 5—4 |
| FRA Moez El Assine      | 3—5 | —   | 5—1 | 2—5 | 2—5 |
| MAS Abd Rahman Razali   | 0—5 | 1—5 | —   | 3—5 | 0—5 |
| POL Radosław Stańczuk   | 1—5 | 5—2 | 5—3 | —   | 4—5 |
| RUS Sergey Frolov       | 4—5 | 5—2 | 5—0 | 5—4 | —   |

## Fase eliminatória
|  | Oitavas de final      | Oitavas de final      | Oitavas de final |  |  | Quartas de final        | Quartas de final        | Quartas de final  |    |                       | Semifinais            | Semifinais     | Semifinais |                     |                       | Final                 | Final | Final |
|  |                       |                       |                  |  |  |                         |                         |                   |    |                       |                       |                |            |                     |                       |                       |       |       |
|  | POL Radosław Stańczuk | POL Radosław Stańczuk | 15               |  |  |                         |                         |                   |    |                       |                       |                |            |                     |                       |                       |       |       |
|  | RUS Timur Fayzullin   | RUS Timur Fayzullin   | 14               |  |  | POL Radosław Stańczuk   | POL Radosław Stańczuk   | 15                |    |                       |                       |                |            |                     |                       |                       |       |       |
|  |                       |                       |                  |  |  | GRE Gerasimos Pylarinos | GRE Gerasimos Pylarinos | 6                 |    |                       |                       |                |            |                     |                       |                       |       |       |
|  |                       |                       |                  |  |  |                         |                         |                   |    | POL Radosław Stańczuk | POL Radosław Stańczuk | 8              |            |                     |                       |                       |       |       |
|  |                       |                       |                  |  |  |                         | CHN Chen Yijun          | CHN Chen Yijun    | 15 |                       |                       |                |            |                     |                       |                       |       |       |
|  |                       |                       |                  |  |  | RUS Sergey Frolov       | RUS Sergey Frolov       | 6                 |    |                       |                       |                |            |                     |                       |                       |       |       |
|  |                       |                       |                  |  |  | CHN Chen Yijun          | CHN Chen Yijun          | 15                |    |                       |                       |                |            |                     |                       |                       |       |       |
|  |                       |                       |                  |  |  |                         |                         |                   |    |                       | CHN Chen Yijun        | CHN Chen Yijun | 15         |                     |                       |                       |       |       |
|  | HKG Cheong Meng Chai  | HKG Cheong Meng Chai  | 15               |  |  |                         | CHN Tian Jianquan       | CHN Tian Jianquan | 12 |                       |                       |                |            |                     |                       |                       |       |       |
|  | GBR Tom Hall Butcher  | GBR Tom Hall Butcher  | 10               |  |  | HKG Cheong Meng Chai    | HKG Cheong Meng Chai    | 11                |    |                       |                       |                |            |                     |                       |                       |       |       |
|  |                       |                       |                  |  |  | HKG Chan Wing Kin       | HKG Chan Wing Kin       | 15                |    |                       |                       |                |            |                     |                       |                       |       |       |
|  |                       |                       |                  |  |  |                         |                         |                   |    | HKG Chan Wing Kin     | HKG Chan Wing Kin     | 4              |            | Disputa pelo bronze | Disputa pelo bronze   | Disputa pelo bronze   |       |       |
|  |                       |                       |                  |  |  |                         | CHN Tian Jianquan       | CHN Tian Jianquan | 15 |                       |                       |                |            |                     |                       |                       |       |       |
|  |                       |                       |                  |  |  | CHN Tian Jianquan       | CHN Tian Jianquan       | 15                |    |                       |                       |                |            |                     | POL Radosław Stańczuk | POL Radosław Stańczuk | 9     |       |
|  | FRA Moez El Assine    | FRA Moez El Assine    | 15               |  |  | FRA Moez El Assine      | FRA Moez El Assine      | 6                 |    | HKG Chan Wing Kin     | HKG Chan Wing Kin     | 15             |            |                     |                       |                       |       |       |
|  | FRA Romain Noble      | FRA Romain Noble      | 13               |  |  |                         |                         |                   |    |                       |                       |                |            |                     |                       |                       |       |       |

## Classificação final
| Pos.   | Atleta                  |
| ------ | ----------------------- |
| Ouro   | CHN Chen Yijun          |
| Prata  | CHN Tian Jianquan       |
| Bronze | HKG Chan Wing Kin       |
| 4      | POL Radosław Stańczuk   |
| 5      | GRE Gerasimos Pylarinos |
| 6      | RUS Sergey Frolov       |
| 7      | HKG Cheong Meng Chai    |
| 8      | FRA Moez El Assine      |
| 9      | FRA Romain Noble        |
| 10     | RUS Timur Fayzullin     |
| 11     | GBR Tom Hall Butcher    |
| 12     | POL Stefan Makowski     |
| 13     | UKR Vadym Tsedryk       |
| 14     | GRE Georgios Alexakis   |
| 15     | MAS Abd Rahman Razali   |